# Camarón de Tejeda
Camarón de Tejeda, umgangssprachlich auch kurz Camarón, ehemals Hacienda del Camarón, ist eine Stadt im mexikanischen Bundesstaat Veracruz und Sitz des Municipio Camarón de Tejeda. Der Name bezieht sich auf die große Anzahl von Shrimps (spanisch camarón), die in einem kleinen Fluss in der Gegend vorkommen.

## Geschichte
Camarón de Tejeda war Schauplatz des Gefechts von Camerone zwischen der mexikanischen Armee und der französischen Fremdenlegion am 30. April 1863. 
Am 6. April 1963 ließen französische Vereine in Mexiko die Überreste der exhumierten Fremdenlegionäre in ein von 1962 bis 1965 angelegtes Gemeinschaftsgrab, eine plattformartige Zementkonstruktion, überführen. Die Anlage gehört dem privaten Verein Association Camerone, sie wird mit staatlichen Geldern der französischen Direction de la Mémoire, du Patrimoine et des Archives in Stand gehalten.
Jährlich wird dem Ereignis von 1863 durch einen gemeinsamen Aufmarsch der mexikanischen See- und Bodentruppen gedacht. Vertreter Frankreichs sind jeweils als Gäste der Regierung des Bundesstaats eingeladen. 2018 nahm die französische Verteidigungsministerin Florence Parly am Aufmarsch teil.